# ریو تاکانو
ریو تاکانو (انگلیسی: Ryo Takano؛ زادهٔ ۱۳ نوامبر ۱۹۹۴) بازیکن فوتبال اهل ژاپن است.
از باشگاه‌هایی که در آن بازی کرده‌است می‌توان به باشگاه فوتبال یوکوهاما مارینوس اشاره کرد.